# 호사비오리
호사비오리(학명: Mergus squamatus)는 오리과의 새로, 한국에서는 겨울철새이다.
몸길이는 약 60cm 정도이며, 성적 이형성을 지녔다. 수컷은 검은색 머리깃털과 꽁지깃털을 가졌으나 암컷은 같은 부위의 깃털색이 연갈색이다. 배는 흰색이며 몸에는 흰 깃털과 거뭇거뭇한 깃털이 배합되어 전체적으로는 회색으로 보인다. 민물고기가 주 먹이이며 어자원이 풍부한 강어귀에서 서식한다. 부화 시기는 6월이며, 새끼는 7월이 되면 대부분이 독립한다.
러시아 남동부, 중국 북동부, 한반도 북부(백두산)에서 번식하며, 한반도 남부와 일본에서 월동한다 전 세계에 2400~4500마리가 생존해 있는 것으로 보인다. 대한민국에서는 일제강점기때 채집된 2마리이후 62년 만인 1988년 강원도 철원군 갈말읍 토성리 남대천에서 한 쌍이 시체로 발견되었다. 그리고 1990년대에 한탄강에서 월동무리들이 발견되고 이후 남한강, 강촌(북한강), 대청호 등의 산악지역 맑은 하천에서 발견되면서 겨울철새로 기록되었다. 대한민국에서는 멸종위기 야생생물 Ⅰ급, 천연기념물 제448호로 지정하여 보호하고 있다.

## 같이 보기
- 원앙사촌